# 坎迪亚纳
坎迪亚纳（義大利語：Candiana），是意大利威尼托大区帕多瓦省的一个市镇。总面积22.23平方公里，人口2496人，人口密度112.3人/平方公里（2009年）。国家统计（ISTAT）代码为028021。